# Le Bonhomme
Le Bonhomme é uma comuna francesa na região administrativa de Grande Leste, no departamento Alto Reno. Estende-se por uma área de 21,68 km². Em 2010 a comuna tinha 774 habitantes (densidade: 35,7 hab./km²).